# Saikō ka yo
„Saikō ka yo” (jap. 最高かよ) – ósmy singel japońskiego zespołu HKT48, wydany w Japonii 7 września 2016 roku przez Universal Music.
Singel został wydany w czterech edycjach: trzech regularnych (Type A, Type B, Type C) oraz „teatralnej” (CD). Osiągnął 1 pozycję w rankingu Oricon i pozostał na liście przez 22 tygodnie. Singel zdobył status platynowej płyty.

## Lista utworów
Wszystkie utwory zostały napisane przez Yasushiego Akimoto.

### Type A
| CD | CD                                                                | CD                 | CD                   | CD      |
| Nr | Tytuł utworu                                                      | Kompozycja         | Aranżacja            | Długość |
| -- | ----------------------------------------------------------------- | ------------------ | -------------------- | ------- |
| 1. | „Saikō ka yo” (jap. 最高かよ)                                     | Kazuya Izumi       | Yūichi "Masa" Nonaka | 4:34    |
| 2. | „Soramimi Rock” (jap. 空耳ロック) (wyk. Team TII)                 | Katsuhiko Sugiyama | Makoto Wakatabe      | 5:00    |
| 3. | „Yume hitotsu” (jap. 夢ひとつ) (wyk. Anai Chihiro to Nakamatachi) | Takashi Fukuda     | Takashi Fukuda       | 4:43    |
| 4. | „Saikō ka yo” (jap. 最高かよ) (Instrumental)                      | Kazuya Izumi       | Yūichi "Masa" Nonaka | 4:34    |
| 5. | „Soramimi Rock” (jap. 空耳ロック) (Instrumental)                  | Katsuhiko Sugiyama | Makoto Wakatabe      | 5:00    |
| 6. | „Yume hitotsu” (jap. 夢ひとつ) (Instrumental)                     | Takashi Fukuda     | Takashi Fukuda       | 4:43    |

| DVD | DVD                                                                      | DVD     |
| Nr  | Tytuł utworu                                                             | Długość |
| --- | ------------------------------------------------------------------------ | ------- |
| 1.  | „Saikō ka yo” (jap. 最高かよ) (Music Video)                              |         |
| 2.  | „Soramimi Rock” (jap. 空耳ロック) (Music Video)                          |         |
| 3.  | „Yume hitotsu” (jap. 夢ひとつ) (Music Video)                             |         |
| 4.  | „HKT48 no danketsu shūgakuryokō Vol. 1” (jap. HKT48の団結修学旅行 Vol.1) |         |

### Type B
| CD | CD                                                                      | CD                 | CD                   | CD      |
| Nr | Tytuł utworu                                                            | Kompozycja         | Aranżacja            | Długość |
| -- | ----------------------------------------------------------------------- | ------------------ | -------------------- | ------- |
| 1. | „Saikō ka yo” (jap. 最高かよ)                                           | Kazuya Izumi       | Yūichi "Masa" Nonaka | 4:34    |
| 2. | „Soramimi Rock” (jap. 空耳ロック) (wyk. Team TII)                       | Katsuhiko Sugiyama | Makoto Wakatabe      | 5:00    |
| 3. | „Yozora no tsuki o nomikomō” (jap. 夜空の月を飲み込もう) (wyk. Team H)  | Yūichi Ichikawa    | Yūichi "Masa" Nonaka | 3:56    |
| 4. | „Saikō ka yo” (jap. 最高かよ) (Instrumental)                            | Kazuya Izumi       | Yūichi "Masa" Nonaka | 4:34    |
| 5. | „Soramimi Rock” (jap. 空耳ロック) (Instrumental)                        | Katsuhiko Sugiyama | Makoto Wakatabe      | 5:00    |
| 6. | „Yozora no tsuki o nomikomō” (jap. 夜空の月を飲み込もう) (Instrumental) | Yūichi Ichikawa    | Yūichi "Masa" Nonaka | 3:56    |

| DVD | DVD                                                                      | DVD     |
| Nr  | Tytuł utworu                                                             | Długość |
| --- | ------------------------------------------------------------------------ | ------- |
| 1.  | „Saikō ka yo” (jap. 最高かよ) (Music Video)                              |         |
| 2.  | „Soramimi Rock” (jap. 空耳ロック) (Music Video)                          |         |
| 3.  | „Yozora no tsuki o nomikomō” (jap. 夜空の月を飲み込もう) (Music Video)   |         |
| 4.  | „HKT48 no danketsu shūgakuryokō Vol. 2” (jap. HKT48の団結修学旅行 Vol.2) |         |

### Type C
| CD | CD                                                | CD                 | CD                   | CD      |
| Nr | Tytuł utworu                                      | Kompozycja         | Aranżacja            | Długość |
| -- | ------------------------------------------------- | ------------------ | -------------------- | ------- |
| 1. | „Saikō ka yo” (jap. 最高かよ)                     | Kazuya Izumi       | Yūichi "Masa" Nonaka | 4:34    |
| 2. | „Soramimi Rock” (jap. 空耳ロック) (wyk. Team TII) | Katsuhiko Sugiyama | Makoto Wakatabe      | 5:00    |
| 3. | „Go Bananas!” (wyk. Team KIV)                     | Bugbear            | Yasutaka Mizushima   | 4:08    |
| 4. | „Saikō ka yo” (jap. 最高かよ) (Instrumental)      | Kazuya Izumi       | Yūichi "Masa" Nonaka | 4:34    |
| 5. | „Soramimi Rock” (jap. 空耳ロック) (Instrumental)  | Katsuhiko Sugiyama | Makoto Wakatabe      | 5:00    |
| 6. | „Go Bananas!” (Instrumental)                      | Bugbear            | Yasutaka Mizushima   | 4:08    |

| DVD | DVD                                                                      | DVD     |
| Nr  | Tytuł utworu                                                             | Długość |
| --- | ------------------------------------------------------------------------ | ------- |
| 1.  | „Saikō ka yo” (jap. 最高かよ) (Music Video)                              |         |
| 2.  | „Soramimi Rock” (jap. 空耳ロック) (Music Video)                          |         |
| 3.  | „Go Bananas!” (Music Video)                                              |         |
| 4.  | „HKT48 no danketsu shūgakuryokō Vol. 3” (jap. HKT48の団結修学旅行 Vol.3) |         |

### Wer. teatralna
| CD | CD                                                                                       | CD                 | CD                   | CD      |
| Nr | Tytuł utworu                                                                             | Kompozycja         | Aranżacja            | Długość |
| -- | ---------------------------------------------------------------------------------------- | ------------------ | -------------------- | ------- |
| 1. | „Saikō ka yo” (jap. 最高かよ)                                                            | Kazuya Izumi       | Yūichi "Masa" Nonaka | 4:34    |
| 2. | „Soramimi Rock” (jap. 空耳ロック) (wyk. Team TII)                                        | Katsuhiko Sugiyama | Makoto Wakatabe      | 5:00    |
| 3. | „Onna no ko da mon, hashiranakya!” (jap. 女の子だもん、走らなきゃ!) (wyk. Hana Matsuoka) | Sena Ayrton        | Hiroshi Yoshioka     | 3:38    |
| 4. | „Saikō ka yo” (jap. 最高かよ) (Instrumental)                                             | Kazuya Izumi       | Yūichi "Masa" Nonaka | 4:34    |
| 5. | „Soramimi Rock” (jap. 空耳ロック) (Instrumental)                                         | Katsuhiko Sugiyama | Makoto Wakatabe      | 5:00    |
| 6. | „Onna no ko da mon, hashiranakya!” (jap. 女の子だもん、走らなきゃ!) (Instrumental)       | Sena Ayrton        | Hiroshi Yoshioka     | 3:38    |

## Skład zespołu
| „Saikō ka yo” |
| --- |
| - HKT48 Team H: Yuriya Inoue, Yui Kojina, Rino Sashihara, Meru Tashima, Miku Tanaka, Natsumi Matsuoka - HKT48 Team H / AKB48 Team K: Haruka Kodama - HKT48 Team H / AKB48 Team B: Nako Yabuki - HKT48 Team KIV: Aika Ōta, Yuka Tanaka, Mai Fuchigami, Aoi Motomura, Madoka Moriyasu - HKT48 Team KIV / AKB48 Team A: Sakura Miyawaki - HKT48 Team KIV / AKB48 Team 4: Mio Tomonaga - HKT48 Team TII: Hana Matsuoka (środek) |

| „Soramimi Rock” |
| --- |
| - Team TII: Misaki Aramaki, Maria Imamura, Sae Kurihara, Erena Sakamoto, Riko Tsutsui, Hazuki Hokazono, Hana Matsuoka (środek), Vivian Murakawa, Yuna Yamauchi, Emiri Yamashita |

| „Yume hitotsu” |
| --- |
| Piosenka na ukończenie członkostwa Chihiro Anai w zespole. - HKT48 Team H: Anai Chihiro (środek), Rino Sashihara, Natsumi Tanaka, Natsumi Matsuoka, Haruka Wakatabe - HKT48 Team H / AKB48 Team K: Haruka Kodama - HKT48 Team KIV: Mina Imada, Nao Ueki, Aika Ōta, Serina Kumazawa, Yuki Shimono, Maiko Fukagawa, Anna Murashige, Aoi Motomura, Madoka Moriyasu - HKT48 Team KIV / AKB48 Team A: Sakura Miyawaki |

| „Yozora no tsuki o nomikomō” |
| --- |
| - HKT48 Team H: Yuka Akiyoshi, Yuriya Inoue, Mashiro Ui, Haruka Ueno, Naoko Okamoto, Yui Kojina, Hiroka Komada, Riko Sakaguchi, Rino Sashihara (środek), Meru Tashima, Natsumi Tanaka, Miku Tanaka, Natsumi Matsuoka, Marina Yamada, Mao Yamamoto, Haruka Wakatabe - HKT48 Team H / AKB48 Team K: Haruka Kodama (środek) - HKT48 Team H / AKB48 Team B: Nako Yabuki |

| „Go Bananas!” |
| --- |
| - HKT48 Team KIV: Mina Imada, Shino Iwahana, Nao Ueki, Aika Ōta, Serina Kumazawa, Yuki Shimono, Yuka Tanaka, Asuka Tomiyoshi, Maiko Fukagawa, Mai Fuchigami, Anna Murashige, Aoi Motomura, Madoka Moriyasu - HKT48 Team KIV / AKB48 Team A: Sakura Miyawaki (środek) - HKT48 Team KIV / AKB48 Team 4: Mio Tomonaga |

## Notowania
| Lista                             | Pozycja |
| --------------------------------- | ------- |
| Oricon Weekly Singles Chart       | 1       |
| Oricon Yearly Singles Chart       | 17      |
| Billboard Japan Hot 100           | 1       |
| Billboard Japan Hot Singles Sales | 1       |

## Sprzedaż
| Dane wg         | Sprzedaż |
| --------------- | -------- |
| Oricon          | 345 267  |
| Billboard Japan | 427 908+ |

## Wersja JKT48
Grupa JKT48 wydała własną wersję piosenki jako piętnasty singel, jako Luar Biasa – Saikou Kayo. Ukazał się 21 grudnia 2016 roku w dwóch edycjach: regularnej (CD+DVD) i „Music Download Card”.

### Lista utworów
Wer. regularna
| CD  |                                                            |                                                            |      |
| Nr  | Tytuł                                                      | Oryginalna piosenka                                        | Czas |
| 1.  | „Luar Biasa – Saikou Kayo”                                 | „Saikō ka yo”                                              |      |
| 2.  | „Sungai Impian – Yume no Kawa”                             | „Yume no kawa”                                             |      |
| 3.  | „HA!”                                                      | „HA!”                                                      |      |
| 4.  | „Scrap and Build”                                          | „Scrap & Build”                                            |      |
| 5.  | „Sakura Kita Makan Bersama – Sakura, Minna de Tabeta”      | „Sakura, minna de tabeta”                                  |      |
| 6.  | „Luar Biasa – Saikou Kayo” (English Version)               | „Saikō ka yo”                                              |      |
| DVD |                                                            |                                                            |      |
| Nr  | Tytuł                                                      | Tytuł                                                      | Czas |
| 1.  | „Luar Biasa – Saikou Kayo” (Music Video)                   | „Luar Biasa – Saikou Kayo” (Music Video)                   |      |
| 2.  | „Luar Biasa – Saikou Kayo” (Music Video Behind The Scenes) | „Luar Biasa – Saikou Kayo” (Music Video Behind The Scenes) |      |

Wer. „Music Download Card”
| Nr | Tytuł                          | Oryginalna piosenka | Czas |
| -- | ------------------------------ | ------------------- | ---- |
| 1. | „Luar Biasa – Saikou Kayo”     | „Saikō ka yo”       |      |
| 2. | „Sungai Impian – Yume no Kawa” | „Yume no kawa”      |      |